# Kostra horní končetiny člověka
Kostra horní končetiny člověka se v mnohém liší od kostry horní končetiny jiných savců. Je to dáno tím, že lidé se pohybují po dolních končetinách, horní končetina tudíž nemusí nést váhu těla.
U lidí se vyvinula ruka, jedinečná a všestranná chápavá končetina, schopna i složitých pohybů.
Kosti horní končetiny se dají rozdělit na několik skupin.

## Pletenec horní končetiny
Pletenec horní končetiny (cingulum membri superioris) připojuje končetinu k trupu a je u člověka tvořen dvěma kostmi:
- Lopatka (os scapula)
- Klíční kost (os clavicula)

Lopatka je k trupu připojena svaly a tvoří ji:
- nadpažkový výběžek: je kloubně spojen s klíční kostí
- hákovitý výběžek: pozůstatek kosti krkavčí
- hřeben: rozděluje zadní plochu lopatky
- jamka ramenního kloubu

Klíční kost je kloubně spojena s hrudní kostí a s lopatkou.

## Kosti volné končetiny

### Kosti paže (skeleton brachii, ossa brachii)
Pažní kost (humerus) je kloubně spojena s lopatkou v ramenním kloubu a s kostí vřetenní a loketní v loketním kloubu. Tato typická dlouhá kost má epifýzu a diafýzu.
- collum anatomicum – lemuje caput humeri
- collum chirurgicum – „chirurgický krček“ – zde se často kost láme
- sulcus intertubercularis – pro šlachu dlouhé hlavy bicepsu
- crista tuberculi minoris/majoris – pokračovaní od tuberculi distalne
- sulcus nervi radialis – určují se úpony hlav tricepsu
- epicondylus medialis/lateralis – caput commune flexoru/extenzoru

2 cm od horní hlavice je chirurgický krček – odděluje hlavici od apofýzy
- hrbol malý = tuberculum minus
- hrbol velký= tuberculum majus

na hrbolech se opírají svaly a vazy
- adifýza – typická dlouhá kost
- dolní hlavice (dolní epifýza)
  - na palcové straně je hlavička (capitulum humeri)
  - na malíkové straně je kladka (trochlea humeri)
  - loketní jáma (fossa olecrani)

Nad kloubní hrboly (epicodylus, lateralis – směr ven)

### Kosti předloktí
Kosti předloktí (skeleton antebrachii, ossa antebrachii ). U člověka je předloktí tvořeno dvěma kostmi:
- vřetenní kost (radius)
- loketní kost (ulna) – horní část je zakončená výběžkem zvaným okovec (olekranon) a dolní část končí hmatným bodcovým výběžkem.

Vřetenní kost je na palcové straně, loketní kost je na malíkové straně.

### Kosti ruky
Kosti ruky (skeleton manus):
- Zápěstní kosti (ossa carpi) (8 kostí): kost loďkovitá (os scaphoideum), kost měsíčitá (os lunatum), kost trojhranná (os triquetrum), kost hrášková (os pisiforme), kost mnohohranná větší (os trapezium), kost mnohohranná menší (os trapezoideum), kost hlavatá (os capitatum), kost hákovitá (os hamatum)
- Záprstní kosti (ossa metacarpi) 5 kostí tvořících podklad dlaně.
- Články (kosti) prstů (ossa digitorum manus) Celkem 14 kosti po třech ve 4 prstech kromě palce, tam pouze 2 články.